# Drumul roman Metz-Trier
Drumul roman Metz-Trier  lega Divodurum (sau Divo Durimedio Matricorum pe Tabula Peutingeriana) cu Augusta Treverorum (Aug. Tres Viror.).

## De la Metz la Trier
La est de Metz, un drum roman denumit Drumul Palatinatului unea Worms și Mainz. Drumul urmează îndeaproape autostrada spre Sarrebruck. Drumul care merge spre Trier se desparte la Saint-Julien-lès-Metz.